# Idiodes ischnora
Idiodes ischnora là một loài bướm đêm trong họ Geometridae.